# Дубнова, Евгения Яковлевна
Евгения Яковлевна Дубнова (12 сентября 1928, Москва — 11 сентября 2018, Москва) — советский и российский театровед.
Кандидат искусствоведения (1967). Член Союза театральных деятелей России (1966).

## Биография
Родилась 12.09.1928 г. в Москве. В 1948-49 гг. училась в Школе-студии МХАТ на актёрском факультете. По собственному желанию перешла на филологический факультет МГПИ имени В. П. Потемкина, который окончила в 1954 г. Работала преподавателем-словесником в 31-й школе на Плющихе под руководством выдающегося педагога Д. П. Преображенского (1954-60 гг.), затем в школе № 50 (1960-62 гг.). С 1961 г. начала выступать в прессе: «Активизация самостоятельного мышления на уроках литературы» (анализ пьесы М. Горького «На дне»), «Самая дорогая квалификация». С 1961 г. начала писать о театре: «Новое и модное в драме»; закончила театроведческий факультет. После первой же статьи в журнале «Театр» была приглашена в аспирантуру Института истории искусств (ныне Государственный институт искусствознания) на сектор Театра народов СССР. Член Союза театральных деятелей России (с 1966 г.). В 1967 г. защитила кандидатскую диссертацию «Драматический театр В. Ф. Комиссаржевской в „Пассаже“ (1904—1906 гг.)». После аспирантуры работала редактором в издательстве «Искусство», а затем научным сотрудником Института истории искусств на секторе Театра под руководством профессора Ю. А. Дмитриева.
В театральной прессе ряд работ Дубновой посвящён театру и драматургии М. Горького (в частности, спектаклям Б. А. Бабочкина), истории частных театров начала XX века (особенно театру В. Ф. Комиссаржевской), а также литературной эстраде, творчеству В. Н. Яхонтова и М. М. Козакова, взаимодействию чтецов с телевидением. История художественного слова изложена автором в двух небольших книжках: «О литературной эстраде. Живые традиции» (М., 1979) и «Об искусстве художественного слова» (М., 1986), а также в статьях журналов «Театр» и «Современная драматургия».
С конца 1970-х годов Дубнова начала сотрудничать с изданием под ред. академика Д. С. Лихачёва — «Памятники культуры. Новые открытия» (ПКНО). Там ею были опубликованы новые материалы о работе в театре В. Ф. Комиссаржевской А. Н. Бенуа, В. В. Евреинова, А. М. Ремизова, Ф. Ф. Комиссаржевского, М. Э. Мейерхольда, Л. Н. Андреева.
Наряду с научными исследованиями Дубнова постоянно выступала в прессе (в частности, в «Московском комсомольце» как рецензент современных спектаклей А. Вилькина, В. Ланского и других режиссёров).
Умерла 11.09.2018 г. в Москве.

## Перечень работ
ТВОРЧЕСКИЕ ПОРТРЕТЫ
1. Андрей Гончаров — молодой долгожитель // Театральная жизнь № 1, 2000
2. Михаил Козаков // «Звёзды столичной сцены», М.: Аст — Пресс Книга, 2002. Под ред. Б. М. Поюровского
3. Николай Мордвинов // «Мастера театра и кино», М.: Аст — Пресс Книга, 2003. Под ред. Б. М. Поюровского
4. Он был правдолюб // «К 100-летию со дня рождения Б. А. Бабочкина», Экран и сцена, 03.01.2004
5. Вера Фёдоровна Комиссаржевская // «Люди и судьбы. 20 век. Книга очерков», М.: РАН. Государственный институт искусствознания Министерства культуры РФ, УРСС, 2004

ПЕТЕРБУРГСКИЙ ДРАМАТИЧЕСКИЙ ТЕАТР В. Ф. КОМИССАРЖЕВСКОЙ (1904—1909 гг.)
1. «Дети солнца» М. Горького на сцене Драматического театра В. Ф. Комиссаржевсой // Вопросы театра, М.: ВТО № 3, 1967
2. Накануне революции 1905 года: К истории первой постановки «Дачников» // Театр № 3, 1968
3. М. Горький в Драматическом театре В. Ф. Комиссаржевской // Горьковские чтения, 1966—1967 — М.: Наука, 1968
4. Новое о В. Ф. Комиссаржевской // ПКНО ежегодник АН СССР, 1978 — М.: Наука, 1979
5. Из истории Драматического театра В. Ф. Комиссаржевсой // ПКНО, 1980 г. — М.: Наука, 1981
6. «…посвящаю жизнь» (А. Блок в театре В. Ф. Комиссаржевской) // Театр, М., 1980
7. История русского драматического театра в 7 томах // М.: Искусство, 1982 и 1987
8. Таиров на частных сценах Петербурга (1906—1913) // Вопросы театра, М.: ВТО, 1987
9. Н. Н. Евреинов режиссёр частных театров (1907—1909 годы) // ПКНО РАН Ежегодник АН СССР, 1993 — М.: Наука, 1994
10. Федор Комиссаржевский: «Я же вышел (…) из театра моей сестры» (к истории взаимоотношений Ф. Ф. Комиссаржевского с В. Э. Мейерхольдом) // ПКНО РАН Ежегодник АН СССР, 1994 — М.: Наука, 1996
11. А. Н. Бенуа и Ф. Ф. Комиссаржевский в работе над пьесой Ф. Грильпарцера «Праматерь» // ПКНО РАН Ежегодник АН СССР, 1991 — М.: Наука, 1997
12. Фёдор Сологуб и театр (1906—1910) // ПКНО РАН Ежегодник АН СССР, 1998 — М.: Наука, 1999

ЧЕХОВ И В. Ф. КОМИССАРЖЕВСКАЯ
1. Легенда и жизнь // Чеховиана: Чехов и его окружение. Научный совет по истории мировой культуры, М.: Наука, 1996
2. «Дядя Ваня» на сцене Петербургского драматического театра В. Ф. Комиссаржевской // Чеховиана: Чехов в культуре 20 в., М.: Наука, 1993
3. Театральное рождение «Чайки» (Петербург — Харьков) // Чеховиана: Мелиховские труды и дни, М.: Наука, 1995
4. Продолжение «Чайки» // Чеховиана: Чехов и серебряный век", М.: Наука, 1996
5. «Чайка» Чехова и пьесы Ибсена // Ибсен, Стриндберг, Чехов: сборник статей, М.: РГГУ, 2007

ГОРЬКИЙ И ТЕАТР
1. Каков он сегодня… // Советская культура, 24.08.1968
2. На горьковских спектаклях // Москау ньюс № 12, 1968 (на англ. и франц. языках)
3. На сцене Горький // Вопросы театра, М., 1970
4. Вечер с Бабочкиным // Литературная газета, 26.11.1975
5. Обращаясь к Горькому // Театр № 10, 1976
6. Неувядающая жизнь классики // Советская культура, 8.10.1976
7. Сценические резервы классики // Советская культура, 8.03.1978
8. В поисках новых решений // Литература и искусство, Минск, 10.07.1977 (на белорусском языке)
9. М. Горький и современный советский театр // Учёные записки Университета им. Гумбольта 27 № 3, Берлин, 1979 (на нём. языке)
10. Следуя Горькому («Жизнь Клима Самгина» в постановке А. Гончарова) // Театр № 2, 1982
11. Горьковские мотивы // Реальность и образ. Проблемы советской режиссуры, Т. 1, М.: Наука, 1984
12. На горьковском фестивале // Вопросы театра № 10, 1986
13. Лука и Сатин (К истории сценических интерпретаций «На дне») // Неизвестный Горький, М.: Наследие, 1994
14. Живой корень («На дне» в американской студии МХАТ) // Московский журнал № 10, 1998
15. Ранние пьесы Горького // «Люди и судьбы. 20 век. Книга очерков», вып. З. М. Государственного института искусствознания, стр. 60, 2010
Л. АНДРЕЕВ И ТЕАТР
1. Леонид Андреев. Из истории театра Л. Андреева // Л. Андреев. Материалы и исследования. М.: Наследие, 2000
2. Леонид Андреев. Новая жизнь // Современная драматургия № 2, 1997
ИСКУССТВО ХУДОЖЕСТВЕННОГО СЛОВА. ПОЭТИЧЕСКАЯ КОМПОЗИЦИЯ НА СЦЕНЕ И ТЕЛЕЭКРАНЕ
1. «… лишь благодарность». Михаил Козаков — Иосиф Бродский // Современная драматургия № 2, 2003
2. Литературный телетеатр // По Советскому Союзу, вестник АПН № 275, 26.10.1968
3. Поэзия на эстраде. Концерты в большом зале библиотеки им. В. И. Ленина // По Советскому Союзу, вестник АПН № 105—106, 8.05.1969
4. Таланты любителей // Культура и искусство, вестник АПН № 31, 30.06.1969 — Московский комсомолец, 6.08.1969
5. Поэзия на телеэкране // Телевидение и радиовещение № 1, 1971
6. Два вечера с героями Чернышевского (на голубом экране) // Московская правда, 10.03.1972
7. Поэтическая композиция // Театр № 6, 1974
8. С эстрады звучит впервые // Советская культура, 25.10.1975
9. Разделы о творчестве В. Н. Яхонтова в книгах «Русская советская эстрада 1917—1929» и «Русская советская эстрада 1930—1945» //М.: Искусство, 1976 и 1977
10. Поэзия и телевидение // Поэзия телевизионного театра, М.: Искусство, 1979
11. «О литературной эстраде». Очерк истории. Живые традиции // М.: Знание, 1979
12. Об искусстве художественного слова // М.: Знание, 1986
13. Памяти Валентины Поповой // Театр № 7, 1999
14. Как наше слово отзовётся. К 75-летию Ю. В. Мышкина // Театр № 10, 1993
15. Эстрада в России. 20 век. Энциклопедия (второе издание) // М.: Олма-пресс, 2004
Статьи о чтецах:
Дубнова Е. Я. — стр. 205—206
Андроников И. Л. — стр. 35-36
Балашов С. М. — стр. 57
Верховский Н. Ю. — стр. 112
Волгина Э. Н. — стр. 124—125
Ефрон Н. Г. — стр. 217
Журавлёв Д. Н. — стр. 227
Журавлёва Н. Д. — стр. 227—228
Ильинский И. В. — стр. 248—249
Кайранская Л. Л. — стр. 260—261
Каминка Э. И. — стр. 263—264
Катин-Ярцев Ю. В. — стр. 271—272
Клейнер Р. А. — стр. 282—283
Козаков М. М. — стр. 288—289
Кузнецова А. М. — стр. 318
Моргунов Б. Г. — стр. 405—406
Мышкин Ю. В. — стр. 416—418
Пирятинская А. И. — стр. 505—506
Познанский А. Д. — стр. 512
Попова В. А. — стр. 523—524
Попова-Яхонтова Е. Е. — стр. 524—525
Русинов И. Н. — стр. 586—587
Сайтан С. Е. — стр. 597
Смоленский Я. М. — стр. 620—621
Сорокин Г. В. — стр. 626—627
Татарский В. В. — стр. 651—652
Токарев В. А. — стр. 665—666
Чижова И. Л. — стр. 734
Шварц А. И. — стр. 745
Эфон Е. Я. — стр. 776—777
Эфрос и Ярославцев — стр. 777—778
Юрский С. Ю. — стр. 781—783
Яхонтов В. Н. — стр. 791—792
ИЗ СТАТЕЙ О СОВРЕМЕННОМ ТЕАТРЕ (С 60-Х ГОДОВ 20 ВЕКА ДО НАЧАЛА 21 ВЕКА)
1. Модное и новое в драме // Театр, 1961 № 12
2. Вечер с Бабочкиным (О постановке пьесы М. Горького «Фальшивая монета») // Литературная газета, 26.11.1975
3. Режиссёрский дебют // Театр № 9, 1978
4. Играя классику (Шекспир на сцене МТЮЗа) // Вечерняя Москва, 6.04.1982
5. Молодым о молодых (спектакль Е. Радкевича по пьесе Э. Акопова «Новенький» на сцене МТЮЗа) // Вечерняя Москва, 7.05.1983
6. О самом главном (спектакль В. Ланского по пьесе М. Карима «Не бросай огонь, Прометей» в Новом театре) // Московский комсомолец, 30.06.1983
7. Суд над судьями (о спектакле театра им. Моссовета) // Московский комсомолец, 12.12.1984
8. Мгновение, которое стоит жизни (о спектакле Джона Марелла «Смех лангусты» в исполнении С. Немоляевой и А. Лазарева на Малой сцене театра им Вл. Маяковского) // Московский комсомолец, 16.07.1986
9. Стрелки бронзовых часов («Доходное место» А. Н. Островского в Малом театре) // Московский комсомолец, 26.02.1987
10. Заговор чувств // Московский комсомолец, 3.09.1987
11. Заметки старого театрала (характеристика творчества А. М. Вилькина и актрисы О. А. Широковой. Воспоминания о Наталии Вилькиной — сестре режиссёра. Постановка пьесы Т. Уильямса «Стеклянный зверинец») // Экран и сцена, 11-18.12.1997
12. Из прочитанного (о книге Б. А. Бабочкина) // Экран и сцена, январь 1998
13. Лёгкое дыхание (к юбилею Галины Анисимовой) // Общая газета, 23-29.09.1999
14. Так в чём же она, наша свобода? (постановка В. Ланским пьесы Т. Стоппарда «Входит свободный человек» в театре Вл. Маяковского. Приглашение на главную роль Михаила Янушкевича. Характеристика артиста.) // Экран и сцена, 7-8.04.2002
15. Остановка в пути (о книге С. Юрского «Игра в жизнь») // Литературная газета, 19-25.02.2008
16. Неизвестный Аверченко («Устрицы» на Малой сцене театра им. Вл. Маяковского) // Культура, 9-15.12.2004[5]
17. В диалоге со зрителем (о спектаклях Московского театрального центра «Вишнёвый сад», о постановках его создателя и художественного руководителя Александра Вилькина, о спектакле «Вишнёвый сад» с О. Широковой в роли Раневской) // Театральная жизнь, М., 2005
18. Берестов идёт во власть («Волки и овцы» А. Островского. Мурзавецкая — О. Широкова, Берестов — А. Вилькин) // Театральная жизнь, М., 200?

НА ГАСТРОЛЯХ
1. Берлинский ансамбль в Москве // По Советскому Союзу, Вестник АПН № 212, 10.09.1968
2. Великая правда искусства. На спектаклях Берлинского ансамбля // По Советскому Союзу, Вестник АПН № 224
3. В гостях у москвичей (гастроли Куйбышевского театра драмы) // Волжская заря № 143, 21.07.1969
4. Проза Шолохова на сценах театров // Советская культура, 25.04.1975
5. На мове сцены («Василий Тёркин» на сцене Государственного русского драматического театра БССР) // Литература и Мастацтва, Минск, октябрь 1975 (на белорусском языке)
6. 125 лет Куйбышевскому театру // Куйбышевская коммуна, декабрь 1976
7. «Чудаки» на брянской сцене // Брянский рабочий, 2.11.1976
8. К гастролям Тульского театра в Москве // Советская культура, сентябрь 1977
9. Оружием сатиры («На бойком месте» А. Островского в Липецком областном драматическом театре) // Ленинское знамя, Липецк, 7.04.1979